# Duarte Coelho Pereira
Duarte Coelho Pereira (1485 – Lisbona, agosto 1553) è stato un militare e politico portoghese.
Duarte Coelho fu il primo capitano donatario della capitaneria del Pernambuco e il fondatore della città di Olinda.